# Monanthotaxis mortehanii
Monanthotaxis mortehanii là loài thực vật có hoa thuộc họ Na. Loài này được (De Wild.) Verdc. mô tả khoa học đầu tiên năm 1971.